# 伊藤牧子
伊藤 牧子（いとう まきこ、1937年3月17日 - ）は、日本の女優、声優。東京市四谷区（現・東京都新宿区）出身。

## 人物
東京都立戸山高等学校、早稲田大学教育学部歴史科卒業。
教員志望であったが、母親が新劇好きだった影響で学生劇団自由舞台に参加。自由舞台に入った理由は高校時代の先輩が在籍していたことから。
自由劇場の舞台を鑑賞した母親から「教師より俳優になった方が良いんじゃないかしら」と言われたことでプロの俳優となることを決める。1958年10月、NHKが設立した俳優養成所に入所。1960年、劇団三十人会の創立に参加し、1973年に同劇団が解散した後はフリーで活動。
夫は劇団俳優座の加藤剛。加藤とは「自由舞台」以来の付き合いである。1968年3月にローマで挙式。

## 出演作品

### 映画
- 婉という女（1971年、のぶ）

### テレビアニメ
- 少年忍者風のフジ丸（1964年、ポン吉、おせん）
- かみなり坊やピッカリ・ビー（1967年、ガミ子）
- 冒険ガボテン島（1967年、ケロ）
- ファイトだ!!ピュー太（1968年、今野ピュー太[5]）

### 劇場アニメ
- わんわん忠臣蔵（1963年、ラビ[6]）
- ガリバーの宇宙旅行（1965年、烏のクロー）
- 少年忍者風のフジ丸（1965年、ポン吉[7]）
- 少年ジャックと魔法使い（1967年、小悪魔）

### 人形劇
- 宇宙船シリカ（1961年、フジワラハル）
- ひょっこりひょうたん島（1964年、ダンプ[8][3]）

### ラジオドラマ
- チクとタク（1966年、NHKラジオ第1）[3]

## 受賞歴
- 第6回紀伊國屋演劇賞個人賞[2]